# Dekanat Ostróda – Zachód
Dekanat Ostróda – Zachód – jeden z 33 dekanatów w rzymskokatolickiej archidiecezji warmińskiej.

## Parafie
W skład dekanatu wchodzi 7 parafii:
- parafia Najświętszej Trójcy – Brzydowo
- parafia Świętych Apostołów Piotra i Pawła – Durąg
- parafia Niepokalanego Poczęcia Najświętszej Maryi Panny – Ostróda
- parafia św. Franciszka z Asyżu – Ostróda
- parafia św. Marcina – Ostróda
- parafia Miłosierdzia Bożego – Reszki
- parafia św. Wojciecha – Tyrowo

## Sąsiednie dekanaty
Grunwald, Miłomłyn (diec. elbląska), Ostróda – Wschód